# Peyrat-la-Nonière
Peyrat-la-Nonière (en occitano Peirat-la-Nonièra) es una comuna  (municipio) de Francia, en la región de Lemosín, departamento de Creuse, en el distrito de Aubusson y cantón de Chénérailles.
Su población en el censo de 1999 era de 499 habitantes.
Está integrada en la Communauté de communes de Chénérailles.

## Demografía
| 689 | 786 | 663 | 609 | 506 | 499 |
| Para los censos de 1962 a 1999 la población legal corresponde a la población sin duplicidades (Fuente: INSEE [Consultar]) |     |     |     |     |     |

- Datos: Q1139191
- Multimedia: Peyrat-la-Nonière / Q1139191